# Stig Ekelöf
Johan Adolf August Stig Ekelöf, (Gotemburgo, 19 de enero de 1904– Gotemburgo, 3 de abril de 1993), fue un  ingeniero sueco, miembro de la Real Academia Sueca de Ciencias.

## Biografía
Ekelöf, hijo del ingeniero civil John Ekelöf y Ella Landgraff, completó el examen de bachillerato en Estocolmo en 1921, se graduó en el Real Instituto de Tecnología en 1925, obtuvo el título de oficial de reserva en 1927, se licenció en filosofía en la Universidad de Estocolmo en 1928 y se doctoró en tecnología y fue profesor asociado en electrotecnia teórica en el Real Instituto de Tecnología en 1938. Fue asistente de investigación del profesor Waloddi Weibull entre 1927 y 1928, ingeniero en L.M. Ericsson entre 1929 y 1933, docente en la Escuela de Artillería e Ingeniería entre 1932 y 1943, profesor interino de electrotecnia teórica y metrología en el Real Instituto de Tecnología entre 1939 y 1940, profesor en la Escuela Técnica de Estocolmo entre 1941 y 1943, y profesor de electrotecnia y metrología eléctrica en la Universidad Tecnológica Chalmers entre 1943 y 1962 y en electrotecnia allí desde 1962.
Ekelöf fue miembro del comité de formación de oficiales de 1943, de la investigación sobre máquinas matemáticas de 1947, experto en el comité de máquinas matemáticas en 1948, presidente en 1957, y miembro entre 1957 y 1963. Fue elegido miembro de la Real Academia Sueca de Ciencias de la Ingeniería en 1951 y de la Real Sociedad de Ciencias y Letras de Gotemburgo en 1961. Recibió la Medalla Chalmers en 1976. Escribió artículos sobre electrotecnia teórica y metrología eléctrica, así como sobre máquinas matemáticas.
Hacia el final de su carrera, Ekelöf estudió la historia de la electrotecnia, aunque esto no resultó en ninguna publicación.

## La importancia de Ekelöf en la historia de la computación en Suecia
En 1938, Ekelöf realizó un viaje de estudios a Estados Unidos financiado por la Fundación Suecia-América, y se interesó principalmente en el Instituto de Tecnología de Massachusetts por las llamadas máquinas matemáticas, es decir, computadoras. A su regreso en 1939, dio una conferencia titulada "Máquinas matemáticas en Estados Unidos" y publicó un artículo con el mismo título en la Revista Técnica. Estudió la máquina analógica de Vannevar Bush MDA (analizador diferencial mecánico) y la máquina de tarjetas perforadas de Herman Hollerith, y en su resumen escribió que Suecia también debería adquirir computadoras, especialmente una máquina analógica.
A principios de 1946, se publicaron informes sobre ENIAC en la prensa, y la Agencia de Radiocomunicaciones de Defensa y la Administración Naval Real mostraron un gran interés en adquirir una máquina matemática similar para Suecia. La tarea se asignó a la Real Academia de Ciencias de la Ingeniería, que a su vez encargó a Ekelöf que realizara una serie de visitas de estudio durante un viaje ya planificado a Estados Unidos.
La investigación informática estadounidense acababa de ser desmilitarizada, y Ekelöf pudo visitar sin problemas todas las universidades en la región de Nueva York, conocer personalmente a Herman Goldstine en la Universidad de Princeton y, juntos, visitar Filadelfia para inspeccionar ENIAC. También participó en un curso de verano titulado "Teoría y técnicas para el diseño de computadoras electrónicas" del 8 de julio al 31 de agosto en la Escuela de Ingeniería Eléctrica Moore de la Universidad de Pensilvania. Entre los conferencistas invitados estaban Presper Eckert, John Mauchly, Herman Goldstine, John von Neumann, Howard Aiken y Douglas Hartree. Otros participantes del curso fueron Jay Forrester, Maurice Wilkes y Claude Shannon. Ekelöf regresó a Suecia a principios de agosto.
A su regreso, Ekelöf dio una conferencia el 17 de septiembre de 1946 para la Administración Naval y diversos interesados en la industria militar, y el 19 de noviembre para la Real Academia de Ciencias de la Ingeniería, lo que fue seguido de una conferencia para planear el futuro de las computadoras suecas, y también escribió el primer artículo de periódico sueco sobre "el cerebro electrónico" ENIAC en el Svenska Dagbladet el 18 de noviembre de 1946. El 28 de enero de 1947, publicó un extenso informe de viaje titulado "Breve resumen sobre el estado de las máquinas de cálculo con especial referencia a la posible adquisición de una máquina para cálculos balísticos (trayectorias)".
El informe de Ekelöf y las siguientes investigaciones sirvieron de base para que Suecia decidiera adquirir sus propias máquinas matemáticas mediante compra o nueva construcción, y el gobierno aprobó rápidamente un presupuesto de 2 millones de coronas, y decidió enviar a cinco becarios a Estados Unidos para una formación adicional con Ekelöf como mentor. Los becarios fueron Carl-Erik Fröberg, Göran Kjellberg, Gösta Neovius, Erik Stemme y Arne Lindberger.
Ekelöf se convirtió en miembro de la Investigación de Máquinas Matemáticas (MMU), que más tarde se convirtió en el Comité de Máquinas Matemáticas. El 18 de marzo de 1948, se celebró una reunión en el Consulado General de Suecia en Nueva York, donde Ekelöf y los becarios discutieron las posibilidades de comprar una computadora en Estados Unidos, o si esto no era posible, diseñar una propia construcción sueca. Se acordó que Suecia necesitaba una máquina que "en términos de capacidad y utilidad pudiera compararse con la de Princeton", es decir, ENIAC. En Suecia, Conny Palm ya había presentado una propuesta para la primera computadora sueca.
Durante 1948, Suecia intentó comprar una computadora en Estados Unidos. El Comité de Máquinas Matemáticas se estableció formalmente en noviembre de 1948. En su primera reunión el 16 de diciembre de 1948, Sigurd Lagerman informó que Estados Unidos había impuesto un embargo de exportación para la tecnología informática debido al bloqueo de Berlín y la consiguiente Guerra Fría. Edy Velander opinó que Suecia debería construir inmediatamente una máquina de relés según los planes de Conny Palm, lo cual fue aprobado. Esta se llamó BARK y estuvo lista el 28 de abril de 1950.
Cuando el Comité de Máquinas Matemáticas deseó a fines de 1950 que Erik Stemme trabajara en el grupo de trabajo del Comité, este solicitó a Ekelöf como jefe, lo cual aceptó y visitó periódicamente el grupo de trabajo, pero no tuvo una gran influencia en el trabajo en Estocolmo. Se retiró rápidamente y Stemme se convirtió en el jefe informal del diseño de BESK, que estuvo listo en el otoño de 1953.

## La máquina analógica de Ekelöf

### El analizador diferencial mecánico de Chalmers.
Se descubrió gradualmente que Ekelöf carecía personalmente de ambición para desarrollar computadoras digitales electrónicas, y que su pasión estaba en las máquinas analógicas mecánicas. Su visita al MIT en 1938 y el encuentro con la máquina analógica de Vannevar Bush lo influyeron profundamente. Gösta Neovius había sido asignado al MIT durante su beca, y allí trabajó con las máquinas analógicas desechadas de Bush. En una carta privada a Torbern Laurent, Neovius afirmó que los analizadores diferenciales eran un callejón sin salida y que las máquinas de números (computadoras digitales) eran el futuro, por lo cual, según su propia declaración, fue reprendido por Ekelöf.
Después de que Ekelöf dejó el trabajo como jefe a tiempo parcial del grupo de trabajo del Comité de Máquinas Matemáticas alrededor de 1950, participó en una conferencia en París en enero de 1951 titulada "Máquinas de cálculo y el pensamiento humano", donde describió el parque de computadoras en Suecia, con dos máquinas de números (es decir, computadoras digitales: BARK y BESK), cinco máquinas analógicas electrónicas y una máquina analógica mecánica que él mismo construyó. En ese momento, no estaba en absoluto claro en la comunidad científica que las computadoras digitales fueran el futuro de las máquinas de cálculo.
Posteriormente, se retiró a Chalmers y completó su analizador diferencial mecánico, que solo se utilizó para laboratorios durante la década de 1950. La mitad de la máquina se conserva en el Museo Técnico.